# La Codoñera
La Codoñera (aragónul La Codonyera) település Spanyolországban, Teruel tartományban. La Codoñera Valjunquera, Fórnoles, Belmonte de San José, Torrevelilla és Torrecilla de Alcañiz községekkel határos. Lakosainak száma 321 fő (2024).

## Népesség
A település népessége az utóbbi években az alábbiak szerint változott:
| Lakosok száma | 340  | 340  | 361  | 391  | 377  | 374  | 362  | 336  | 317  | 321  |
|               | 2001 | 2004 | 2007 | 2009 | 2012 | 2014 | 2017 | 2019 | 2022 | 2024 |